# 에사시군

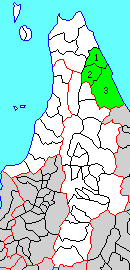
에사시 군의 위치

에사시군(일본어: 枝幸郡)은 일본 홋카이도 소야 지청의 군이다.
인구 11,246명, 면적 909.68km², 인구밀도 12.4명/km².(2025년 2월 28일, 주민기본대장인구)
이하 3정으로 구성된다.
- 에사시 정(枝幸町)
- 나카톤베쓰정(中頓別町)
- 하마톤베쓰정(浜頓別町)

## 역사
에도 시대에 에사시 군역은 서 에조치에 속해, 마쓰마에번에 의해 열린 소야 장소에 포함되어 있었다. 에도 시대 후기, 에사시 군역은 남하정책을 진행하는 러시아에 대비해 천령이 되었다. 1869년 8월 15일에 에사시 군이 두어져 홋카이도 기타미국에 속했다.